# Oppligen
Oppligen ist eine politische Gemeinde im Verwaltungskreis Bern-Mittelland des Kantons Bern in der Schweiz.

## Geographie
Oppligen liegt auf 560 m ü. M., 8 km nördlich der Stadt Thun (Luftlinie). Das Dorf erstreckt sich südlich der Chise, am östlichen Rand des breiten Aaretals, am Fuss des Oppligenberglis, westlich der Falkenflue.
Die Fläche des 3,40 km² grossen Gemeindegebiets umfasst einen Abschnitt der Aareniederung zwischen Bern und Thun. Der Hauptteil des Gebietes wird von der Schwemmebene eingenommen, welche die beiden Fliessgewässer Chise und Rotache im Lauf der Zeit bei ihrem Eintritt ins Aaretal abgelagert haben. Mitten in dieser Ebene erhebt sich das Oppligenbergli (621 m ü. M.) mit seinen steilen, auf drei Seiten bewaldeten Hängen und dem rund 50 m über der Ebene liegenden Plateau. Nach Süden erstreckt sich der Gemeindeboden in den ausgedehnten Hasliwald (südlich der Rotache), in die Senke des Ägelmooses und auf den Querriegel nördlich von Heimberg, auf dem mit 625 m ü. M. der höchste Punkt von Oppligen erreicht wird. Im Norden reicht das Gebiet auf die Anhöhe des Deiberges sowie in das Deiholz und in den Predigtwald (bis 590 m ü. M.). Von der Gemeindefläche entfielen 1997 11 % auf Siedlungen, 30 % auf Wald und Gehölze, 58 % auf Landwirtschaft, und etwas weniger als 1 % war unproduktives Land.
Zu Oppligen gehören ein Wohnquartier am Südhang des Oppligenberglis, die Siedlungen Büel (555 m ü. M.) und Rotache (561 m ü. M.) in der Ebene zwischen der Chise und der Rotache sowie einige Einzelhöfe. Nachbargemeinden von Oppligen sind Wichtrach, Herbligen, Brenzikofen, Heimberg und Kiesen.

## Geschichte

Luftbild von Kiesen und Oppligen aus 500 m von Walter Mittelholzer (1922)

Die erste urkundliche Erwähnung des Ortes erfolgte bereits 1006 unter dem Namen Oponlengis. Später erschienen die Bezeichnungen Opelingen (1146), Oppelingen (1234), Oplingen (1250) und Opplingen (1357). Der Ortsname geht auf den althochdeutschen Personennamen Oppilo zurück und bedeutet demnach bei den Leuten des Oppilo.
Auf dem Oppligenbergli bestand im Mittelalter eine Erdburg, von der heute noch einige Wälle sichtbar sind. Oppligen gehörte zunächst den Freiherren von Kien, welche das Dorf im 13. Jahrhundert dem Kloster Interlaken überliessen. Im ausgehenden 14. Jahrhundert gelangte Oppligen unter bernische Oberhoheit. Die Hohe Gerichtsbarkeit lag beim Landgericht Konolfingen. Nach dem Zusammenbruch des Ancien Régime (1798) gehörte das Dorf während der Helvetik zum Distrikt Steffisburg und ab 1803 zum Oberamt Konolfingen, das mit der neuen Kantonsverfassung von 1831 den Status eines Amtsbezirks erhielt. Oppligen besitzt keine eigene Kirche, es gehört zur Kirchgemeinde Wichtrach.

## Bevölkerung
Mit 659 Einwohnern (Stand 31. Dezember 2023) gehört Oppligen zu den kleineren Gemeinden des Kantons Bern. Von den Bewohnern sind 97,1 % deutschsprachig, 0,5 % französischsprachig, und 0,5 % sprechen Portugiesisch (Stand 2000). Die Bevölkerungszahl von Oppligen belief sich 1850 auf 504 Einwohner, 1900 auf 433 Einwohner. Im Verlauf des 20. Jahrhunderts pendelte die Bevölkerungszahl stets im Bereich zwischen 390 und 450 Personen. Seit 1970 (424 Einwohner) wurde eine deutliche Bevölkerungszunahme verzeichnet.

## Politik
Bei den Nationalratswahlen 2023 betrugen die Wähleranteile in Oppligen (in Klammern die Veränderung im Vergleich zu den Wahlen 2019 in Prozentpunkten): SVP 37,98 % (+0,43), glp 13,76 % (−1,20), SP 12,60 % (+5,22), Grüne 9,16 % (−2,94), Mitte 8,75 % (−0,47), EDU 5,32 % (+2,50), EVP 4,45 % (+0,31), FDP 3,80 % (−0,81), Weitere 4,17 % (−3,04).

## Wirtschaft
Oppligen war bis in die zweite Hälfte des 20. Jahrhunderts ein vorwiegend durch die Landwirtschaft geprägtes Dorf. Noch heute haben der Ackerbau, die Milchwirtschaft und die Viehzucht einen wichtigen Stellenwert in der Erwerbsstruktur der Bevölkerung. Weitere Arbeitsplätze sind im lokalen Kleingewerbe und im Dienstleistungssektor vorhanden. Auf der Höhe des Deiberges wird eine Kiesgrube ausgebeutet. In den letzten Jahrzehnten hat sich das Dorf zu einer Wohngemeinde entwickelt. Viele Erwerbstätige sind deshalb Wegpendler, die hauptsächlich im Raum Thun, teilweise auch in der Agglomeration Bern arbeiten. Oppligen gilt als Ursprungsort des Berner Rosenapfels.

## Verkehr
Die Gemeinde ist verkehrstechnisch gut erschlossen. Sie liegt an der Hauptstrasse von Thun nach Konolfingen, nahe der alten Hauptstrasse durch das Aaretal von Thun nach Bern. Der nächste Anschluss an die Autobahn A6 (Bern–Thun) befindet sich rund 2,5 km vom Ortskern entfernt. Oppligen ist durch die Buslinie Oberdiessbach–Münsingen an den öffentlichen Verkehr angebunden, ausserdem sind die Bahnhöfe von Kiesen (Hauptlinie Bern–Thun) und Brenzikofen (Burgdorf–Thun) leicht erreichbar.

## Persönlichkeiten
- Margrit Linck-Daepp (1897–1983), Keramikkünstlerin
- Beat Brechbühl (* 1939), Schriftsteller
- Gölä (* 1968), Mundart-Rocksänger
- Jaël Malli (* 1979 als Rahel Krebs), Sängerin der Band Lunik und des Duos MiNa
- Valentin Lüthi (* 1993), Eishockeyspieler